# Micrurus limbatus
Espèce
Statut de conservation UICN

 LC  : Préoccupation mineure
Micrurus limbatus est une espèce de serpents de la famille des Elapidae. 

## Répartition
Cette espèce est endémique du Veracruz au Mexique. Elle se rencontre dans la Sierra de los Tuxtlas.

## Description
C'est un serpent venimeux.

## Liste des sous-espèces
Selon The Reptile Database (18 février 2014) :
- Micrurus limbatus limbatus Fraser, 1964
- Micrurus limbatus spilosomus Perez-Higaredo & Smith, 1990

## Publications originales
- Fraser, 1964 : Micrurus limbatus, a new coral snake from Veracruz, Mexico. Copeia vol. 1964, no 3, p. 570-573.
- Perez-Higaredo & Smith, 1990 : The endemic coral snakes of the Los Tuxtlas region, southern Veracruz, Mexico. Bulletin of the Maryland Herpetological Society, vol. 26, p. 5.